# 800 meter frisim för herrar i simning vid olympiska sommarspelen 2024
Herrarnas 800 meter frisim vid olympiska sommarspelen 2024 avgjordes mellan den 29 och 30 juli 2024 i Paris La Défense Arena.

## Rekord
Före tävlingarna gällde dessa rekord:
| Världsrekord     | Zhang Lin (CHN)          | 7.32,12 | Rom, Italien | 29 juli 2009 |
| Olympiskt rekord | Mychajlo Romantjuk (UKR) | 7.41,28 | Tokyo, Japan | 27 juli 2021 |

Följande rekord noterades under tävlingen:
| Datum   | Omgång | Namn          | Nationalitet | Tid     | Rekord |
| ------- | ------ | ------------- | ------------ | ------- | ------ |
| 30 juli | Final  | Daniel Wiffen | Irland       | 7.38,19 | 0OR0   |

## Schema
Alla tiderna är UTC+2.
| Datum        | Tid   | Omgång      |
| ------------ | ----- | ----------- |
| 29 juli 2024 | 10:00 | Försöksheat |
| 30 juli 2024 | 20:03 | Final       |

## Resultat

### Försöksheat
Simmarna med de 8 bästa tiderna gick vidare till final.
| Placering | Heat | Bana | Simmare              | Nation     | Tid     | Noteringar |
| --------- | ---- | ---- | -------------------- | ---------- | ------- | ---------- |
| 1         | 4    | 5    | Daniel Wiffen        | Irland     | 7.41,53 | 0Q0        |
| 2         | 3    | 2    | Ahmed Jaouadi        | Tunisien   | 7.42,07 | 0Q0        |
| 3         | 3    | 3    | Gregorio Paltrinieri | Italien    | 7.42,48 | 0Q0        |
| 4         | 4    | 3    | Elijah Winnington    | Australien | 7.42,86 | 0Q0        |
| 5         | 3    | 4    | Robert Finke         | USA        | 7.43,00 | 0Q0        |
| 6         | 3    | 5    | Sven Schwarz         | Tyskland   | 7.43,67 | 0Q0        |
| 7         | 3    | 7    | Luca De Tullio       | Italien    | 7.44,07 | 0Q0        |
| 8         | 2    | 8    | David Aubry          | Frankrike  | 7.44,59 | 0Q0        |
| 9         | 4    | 4    | Samuel Short         | Australien | 7.46,83 |            |
| 10        | 3    | 8    | Fei Liwei            | Kina       | 7.47,11 |            |
| 11        | 2    | 4    | Kuzey Tunçelli       | Turkiet    | 7.47,29 | 0NR0       |
| 12        | 4    | 6    | Florian Wellbrock    | Tyskland   | 7.47,91 |            |
| 13        | 1    | 6    | Felix Auböck         | Österrike  | 7.48,49 |            |
| 14        | 2    | 7    | Zalán Sárkány        | Ungern     | 7.48,90 |            |
| 15        | 4    | 2    | Luke Whitlock        | USA        | 7.49,26 |            |
| 16        | 3    | 1    | Victor Johansson     | Sverige    | 7.49,47 |            |
| 17        | 3    | 6    | Mychajlo Romantjuk   | Ukraina    | 7.49,75 |            |
| 18        | 1    | 3    | Carlos Garach        | Spanien    | 7.50,07 |            |
| 19        | 1    | 7    | Lucas Henveaux       | Belgien    | 7.51,51 | 0NR0       |
| 20        | 4    | 7    | Guilherme Costa      | Brasilien  | 7.54,41 |            |
| 21        | 4    | 8    | Zhang Zhanshuo       | Kina       | 7.54,44 |            |
| 22        | 1    | 5    | Ilia Sibirtsev       | Uzbekistan | 7.56,67 |            |
| 23        | 2    | 3    | Pacome Bricout       | Frankrike  | 7.57,32 |            |
| 24        | 2    | 2    | Jon Jøntvedt         | Norge      | 7.59,16 |            |
| 25        | 2    | 1    | Henrik Christiansen  | Norge      | 8.00,55 |            |
| 26        | 2    | 5    | Dimitrios Markos     | Grekland   | 8.01,37 |            |
| 27        | 4    | 1    | Marwan Elkamash      | Egypten    | 8.07,00 |            |
| 28        | 1    | 2    | Nguyễn Huy Hoàng     | Vietnam    | 8.08,39 |            |
| 29        | 2    | 6    | Alfonso Mestre       | Venezuela  | 8.12,03 |            |
| 30        | 1    | 4    | Vlad Stancu          | Rumänien   | 8.20,78 |            |
| 31        | 1    | 1    | Théo Druenne         | Monaco     | 8.25,01 |            |

### Final
| Placering | Bana | Simmare              | Nation     | Tid     | Noteringar |
| --------- | ---- | -------------------- | ---------- | ------- | ---------- |
| 1         | 4    | Daniel Wiffen        | Irland     | 7.38,19 | 0OR0, 0ER0 |
| 2         | 2    | Robert Finke         | USA        | 7.38,75 |            |
| 3         | 3    | Gregorio Paltrinieri | Italien    | 7.39,38 |            |
| 4         | 5    | Ahmed Jaouadi        | Tunisien   | 7.42,83 |            |
| 5         | 7    | Sven Schwarz         | Tyskland   | 7.43,59 |            |
| 5         | 8    | David Aubry          | Frankrike  | 7.43,59 |            |
| 7         | 1    | Luca De Tullio       | Italien    | 7.46,16 |            |
| 8         | 6    | Elijah Winnington    | Australien | 7.48,36 |            |